# Lemsford
Lemsford is een kleine gemeente in Hertfordshire in Engeland. De parochie kwam tot stand in 1858 als een uitbreiding van de parochie Hatfield. 

## Geschiedenis
Het ligt drie mijlen ten noorden van Hatfield. Lemsford Mill is waarschijnlijk een van de vier molens bij de rivier de Lea, in 1086 vermeld in de Domesday Book. De ruime gebouwen huisvesten het hoofdkwartier van de Ramblers Worldwide Holidays. 
Jaarlijks wordt in de maand mei een traditionele Engelse fête georganiseerd op de gronden van de school en de kerk. Het houdt onder meer in: bonenstaakdansen, loterijen en livemuziek.
De bekende societyfiguur en osteopaat Stephen Ward, belangrijk acteur in de Profumo-affaire in 1963, was in 1912 in Lemsford geboren. Zijn vader was er de parochiedominee.
De kerk van Lemsford werd in 1858 gebouwd in herinnering aan de zesde graaf Cowper.

## Voetnota's
1. ↑  (en) Davies, Alan, Lemsford village prepares for popular annual May fete. Welwyn Hatfield Times. Gearchiveerd op 24-11-2020. Geraadpleegd op 31-10-2020.
2. ↑  Lemsford Church. Gearchiveerd op 2 maart 2019. Geraadpleegd op 31 oktober 2020.